# Матч за звание чемпиона мира по международным шашкам 1907
Матч за звание чемпиона мира по стоклеточным шашка между чемпионом мира Исидором Вейсом и чемпионом Нидерландов Якобом де Гаазом состоялся в Амстердаме с 19 по 28 мая 1907 года. По сообщениям голландских газет в матче разыгрывались звание чемпиона мира и 1000 швейцарских франков. Возможно, это первое в истории шашек соревнование, на кону которого официально стоял титул чемпиона мира. Матч игрался на большинство из 20 партий. В день играли по две партии. Де Гааз выиграл первую партию, а Вейс вторую, шестую и девятую. Затем последовала серия из десяти ничьих. Последнюю партию матча выиграл де Гааз, но она уже ничего не решала. Таким образом, Исидор Вейс победил с минимальным преимуществом +3-2=15 и сохранил звание чемпиона мира.

## Итоговая таблица
| Имя          | 1 | 2 | 3 | 4 | 5 | 6 | 7 | 8 | 9 | 10 | 11 | 12 | 13 | 14 | 15 | 16 | 17 | 18 | 19 | 20 | очки |
| ------------ | - | - | - | - | - | - | - | - | - | -- | -- | -- | -- | -- | -- | -- | -- | -- | -- | -- | ---- |
| Исидор Вейс  | 0 | 2 | 1 | 1 | 1 | 2 | 1 | 1 | 2 | 1  | 1  | 1  | 1  | 1  | 1  | 1  | 1  | 1  | 1  | 0  | 21   |
| Якоб де Гааз | 2 | 0 | 1 | 1 | 1 | 0 | 1 | 1 | 0 | 1  | 1  | 1  | 1  | 1  | 1  | 1  | 1  | 1  | 1  | 2  | 19   |